# Вулиця Всеволода Змієнка (Одеса)
Вулиця Всеволода Змієнка — вулиця в Історичному центрі Одеси, пролягає від вулиці Університетської до вулиці Новосельського.

## Історія
Відома з 1814 року. Назва вулиці пов'язана зі становим поділом одеського населення (окрім Дворянської, в Одесі існували Князівська і Міщанська (нині — Бориса Літвака) вулиці).
Спочатку пролягала від Софіївської до Бульварної (Старопортофранківської) вулиці. У 1835 році проїзд до Софіївської вулиці був забудований. Після завершення будівництва Кірхи і будинків в цьому районі, Дворянська вулиця пройшла з невеликою вигином повз Ковальську, Дегтярну і Криву вулиці. Пізніше частина вулиці від Ямської до Старопортофранківської називалася Лютеранською вулицею (провулком), а ділянка від Ковальської до Старопортофранківської — Дворянським провулком.
У 1857 році на вулиці було зведено будівлю для Рішельєвського ліцею. А через вісім років стараннями М. І. Пирогова на базі ліцею був відкритий університет.
21 травня 1902 року вулицю перейменували на честь російського державного діяча, випускника Університету, Сергія Юлійовича Вітте. Це дозволило Вітте говорити: «Моя Альма-матер стоїть на вулиці імені мене»
19 червня 1909 року вулицю знову перейменовують — на вулицю Петра Великого — в ознаменування 200-річчя перемоги в Полтавській битві.
Після встановлення радянської влади, в 1923 році вулицю назвали на честь Комінтерну. Румунська окупаційна влада, яка захопила Одесу після початку німецько-радянської війни, 19 листопада 1941 року повернули назву «вулиця Петра Великого». Ця назва збереглася і після визволення міста від румунських окупантів 1944 році.
З 1995 року вулиця здобула історичну назву — Дворянська.
26 липня 2024 року розпорядженням Начальника Одеської ОВА Дворянська вулиця перейменована на вулицю Всеволода Змієнка.

## Видатні особистості
- У будинку № 33 1942 року народився Валерій Ободзинський.